# Premier concile de Tyr
Le premier concile de Tyr se réunit en 335 à Tyr (aujourd'hui au Liban) sous la présidence d'Eusèbe de Césarée ou de Flacille d'Antioche. Le concile est convoqué par l'empereur Constantin, qui voulait la réconciliation dans l'Église. Les discussions entre les évêques sont très violentes ; les ariens sont présents en nombre, autour d'Eusèbe de Nicomédie, et dominent le concile. Athanase d'Alexandrie, qui refusait de réintégrer Arius (fondateur de l'arianisme) – après sa rétractation équivoque – dans son Église, y fut déposé. Malgré son appel à l'empereur, Athanase est envoyé en exil à Trèves.